# Krokodýlí ZOO Protivín
Krokodýlí ZOO Protivín je soukromá zoologická zahrada chovající většinu současných druhů krokodýlů, ale i jiná zvířata, například hady a želvy. Nachází se v areálu na severní straně Masarykova náměstí v Protivíně v okrese Písek. Jejím zřizovatelem je Nadace Tomistoma, jejímiž zřizovateli jsou soukromý zemědělec Ing. Miroslav Procházka a AGRO Šumava s. r. o. Miroslava a Olgy Procházkových, provozovatelem je Ing. Miroslav Procházka. Pro veřejnost je otevřena celoročně, denně, plné vstupné činí 300 Kč. Součástí zoo je i zoologické muzeum, které deponuje kosterní pozůstatky nejen krokodýlů, ale i dalších obratlovců, celkem přes 1200 exponátů. Jako chovné i karanténní zázemí zoologické zahrady slouží od roku 2000 krokodýlí farma Chvalšiny v okrese Český Krumlov. Vzdělávací programy zoo jsou zaměřené též na obnovitelné zdroje energie (demonstrace tepelných čerpadel a malé vodní elektrárny) či ekologické zemědělství.
Vedle Dánska, Francie a Německa jde o čtvrtý podobný krokodýlí chov v Evropě.

## Historie
Zoo vznikla ze soukromého chovu Miroslava Procházky, který se krokodýly zabýval již v mládí ve Stanici mladých přírodovědců v Písku, kde dětský kroužek choval dva krokodýly. Vlastní chov založil na své ekologické farmě ve Chvalšinách roku 1996, kdy si pořídil párek kajmanů. Celistvou kolekci krokodýlích druhů začal budovat roku 2000 a od roku 2005 krokodýly úspěšně rozmnožuje. Od roku 2005 buduje expoziční část zoo v centru Protivína, v historické kamenné budově stodoly bývalé konírny a kočárárny (původně špitálu), patřící k schwarzenberskému protivínskému zámku, který stojí na opačné straně náměstí. Budovu odkoupil od potomků soukromého majitele truhlárny, která v objektu předtím byla. Licenci zoo dle zákona č. 162/2003 Sb. získal od Ministerstva životního prostředí ČR v květnu 2008 na základě žádosti z ledna téhož roku. Jako datum vzniku zoo je uváděn 1. červen 2008. Do roku 2008 byla vybudována ekologická technologie vytápění pomocí tepelných čerpadel a prvních 11 terárií z celkového počtu 30 plánovaných. Od června 2008 jsou budována velká terária a do roku 2012 mají být vybudována i terária v patře budovy. Cílovým výstavním záměrem je vystavovat všech 23 dosud žijících krokodýlích druhů a tuto expozici doplnit výstavou osteologických i z menší části i dermoplatických preparátů nejen krokodýlů, ale i savců a dalších obratlovců. Z chovatelského hlediska je cílem sestavit v zoo i na farmě chovné skupiny ohrožených a kriticky ohrožených druhů krokodýlů. Chystá se doprovodná kolekce filipínského ptactva.
V roce 2008 měla zoo 16 tisíc návštěvníků a v roce 2009 již 26 tisíc nebo téměř 30 tisíc. V roce 2010 ji navštívilo 36,5 tisíc lidí, avšak kapacita zoo nestačí uspokojit všechny zájemce o návštěvu.
V roce 2009 vydal majitel zoo Atlas krokodýlů, z výtěžku jeho prodeje podporuje na Borneu vznik rezervace k zachování tamní populace gaviála sundského a krokodýla siamského. V roce 2010 získala zoo dotaci 34,6 milionu Kč na rekonstrukci v plánované ceně 47,3 milionu Kč.

## Chovaná zvířata
Při otevření v roce 2008 vystavovala zoo 21 jedinců 18 druhů, v roce 2010 již 60 jedinců 21 druhů. Na konci roku 2010 zoo chovala celkem 107 krokodýlů 21 druhů. Zatím poslední druh, gaviál indický, přibyl v říjnu 2011. Cílovým stavem je asi 120 jedinců všech 23 žijících krokodýlích druhů, do úplnosti sbírce chybí jen krokodýl orinocký (Crocodylus intermedius, v Evropě se zřejmě žádný nevyskytuje). Většina chovaných druhů patří mezi ohrožené. Sedm nevzácnějších druhů je z bezpečnostních důvodů chováno současně jako v zoo, tak na farmě, aby bylo sníženo riziko zániku chovu.
Dosud jediným zařízením na světě, které chová všech 23 druhů krokodýlů, je aligátoří farma St. Augustin na Floridě., protivínská zoo chová od října 2011 i gaviály indické, takže se kolekce krokodýlů rozšířila na 22 druhů.
V roce 2017 se v Krokodýlí ZOO Protivín úspěšně odchoval nejohroženější druh krokodýla světa - gaviál indický ( Gavialis gangeticus, Gmelin, 1789). V květnu 2017 se zde vylíhlo celkem 17 mláďat, z nichž zoo do stáří jednoho roku úspěšně odchovala 14 jedinců. Postupně byla mláďata ponechávána evropským zoo – Pairi Daiza v Belgii, Lausaunne ve Švýcarsku a Reptilandia na Gran Canarii. Jednalo se o první evropský odchov a první světový v podmínkách „in side “ ( mírném klimatickém pásmu). Výměnou za gaviály získala Krokodýlí ZOO Protivín mimo jiné i skupinu nového druhu krokodýla – Crocodylus suchus, krokodýla západoafrického a kolekce krokodýlích druhů se tak rozrostla na 23 z celkově 25 nyní ( 2018) uznávaných.[zdroj?]
Krokodýli:
- Aligátor severoamerický (Alligator mississippiensis), zoo, farma
- Aligátor čínský (Alligator sinensis), farma (subadultní zvířata jako základ chovné skupiny)
- Kajman brýlový (Caiman crocodilus), farma
- Kajman šíronosý (Caiman latirostris), farma
- Kajman paraguayský (Caiman yacare), zoo
- Kajman černý (Melanosuchus niger), zoo, farma
- Kajman trpasličí (Paleosuchus palpebrosus), farma
- Kajman klínohlavý (Paleosuchus trigonatus), farma
- Krokodýl nilský (Crocodylus niloticus), zoo
- Krokodýl americký (Crocodylus acutus), zoo (jediný exemplář v Evropě[4])
- Krokodýl kubánský (Crocodylus rhombifer), zoo, farma (chovný program)
- Krokodýl středoamerický (Crocodylus moreletii), farma
- Krokodýl siamský (Crocodylus siamensis), zoo, farma (chovný program)
- Krokodýl mořský (Crocodylus porosus), zoo
- Krokodýl novoguinejský (Crocodylus novaeguineae), zoo
- Krokodýl filipínský (Crocodylus mindorensis), zoo, farma (subadultní zvířata jako základ chovné skupiny)
- Krokodýl bahenní (Crocodylus palustris), farma
- Krokodýl západoafrický ( Crocodylus suchus),zoo
- Krokodýl štítnatý (Mecistops cataphractus), farma
- Krokodýl čelnatý (Osteolaemus tetraspis), zoo, farma
- Krokodýl australský (Crocodylus johnsoni), zoo
- Gaviál sundský (Tomistoma schlegelii), zoo, farma (chovný program ve spolupráci se Zoo Dvůr Králové nad Labem, největší chovná skupina na světě mimo země původu)
- Gaviál indický (Gavialis gangeticus)

Želvy, varani, gekoni, hadi aj.:
- Želva filipínská (Siebienrockiela leytensis, Heosemys leytensis), farma
- Kajmanka dravá (Chelydra serpentina), zoo
- Kajmanka supí (Macroclemmys temmincki), zoo
- Varan filipínský (Varanus cummingi), farma
- Varan plodožravý (Varanus olivaceus), farma
- Gekon pruhovaný (Gecko vittatus), zoo, farma
- Anolis rudokrký (Anolis carolinensis), zoo, farma
- Chřestýš Klauberův (Crotalus lepidus klauberii), zoo
- Kobra indická (Naja naja), zoo

Dospělí jedinci jsou krmeni dvakrát týdně, mláďata častěji, a to nikoliv dosyta. Krokodýli dostávají pestrou a přirozenou stravu, například ryby, hlodavce a kuřata. Krokodýly má majitel pojmenované křestními jmény.

## Muzejní exponáty
Muzeum zatím deponuje přes 1200 exponátů, převážně kosterních, z nichž je zatím vystavena jen malá část. Součástí sbírky jsou kompletní kostry páru nosorožce bílého (a největší sbírka koster nosorožců ve světě), dále kostra největšího druhu žáby, lebka ptáka s největším rozpětím křídel i lebky slonů, hadů a ještěrů, ale i vejce a další exponáty.